# Eleazar Albin

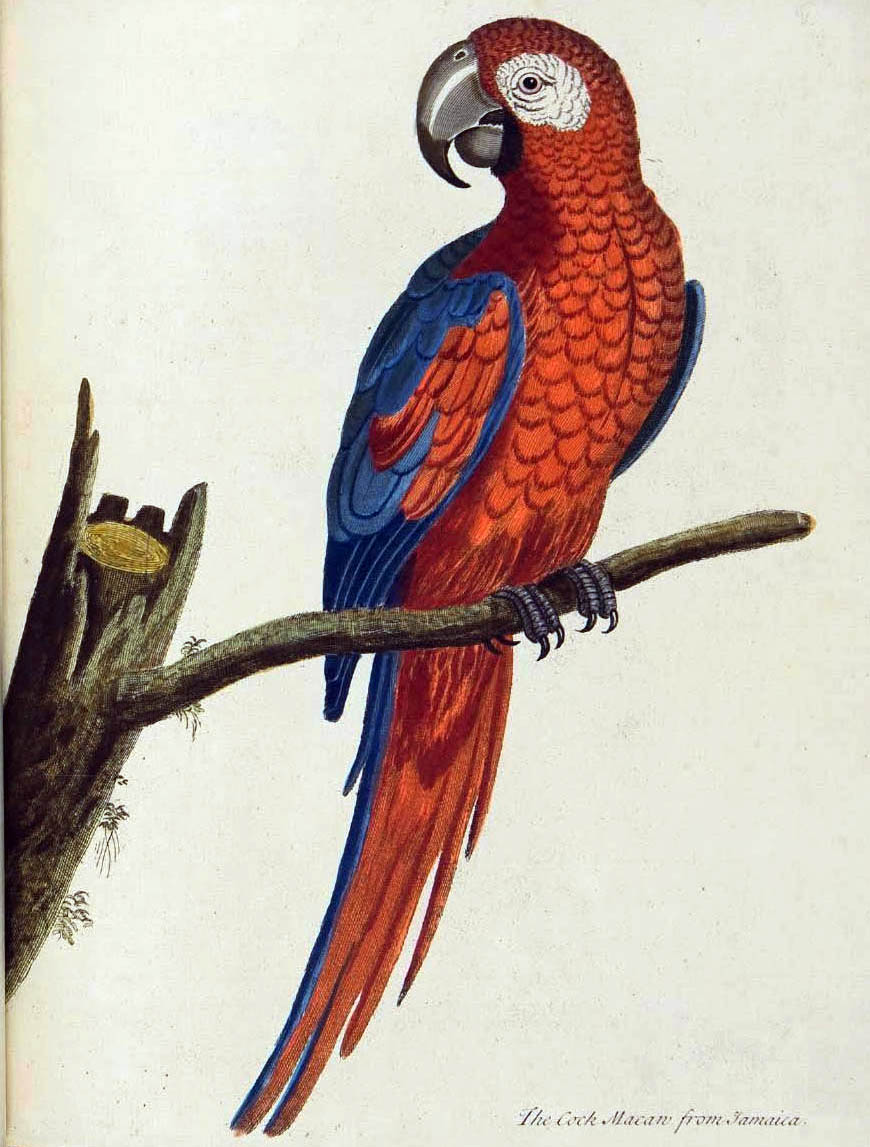
"Guacamai Albi", un lloro jamaicà només conegut a partir d'aquesta pintura de 1740 feta per Eleazar Albin

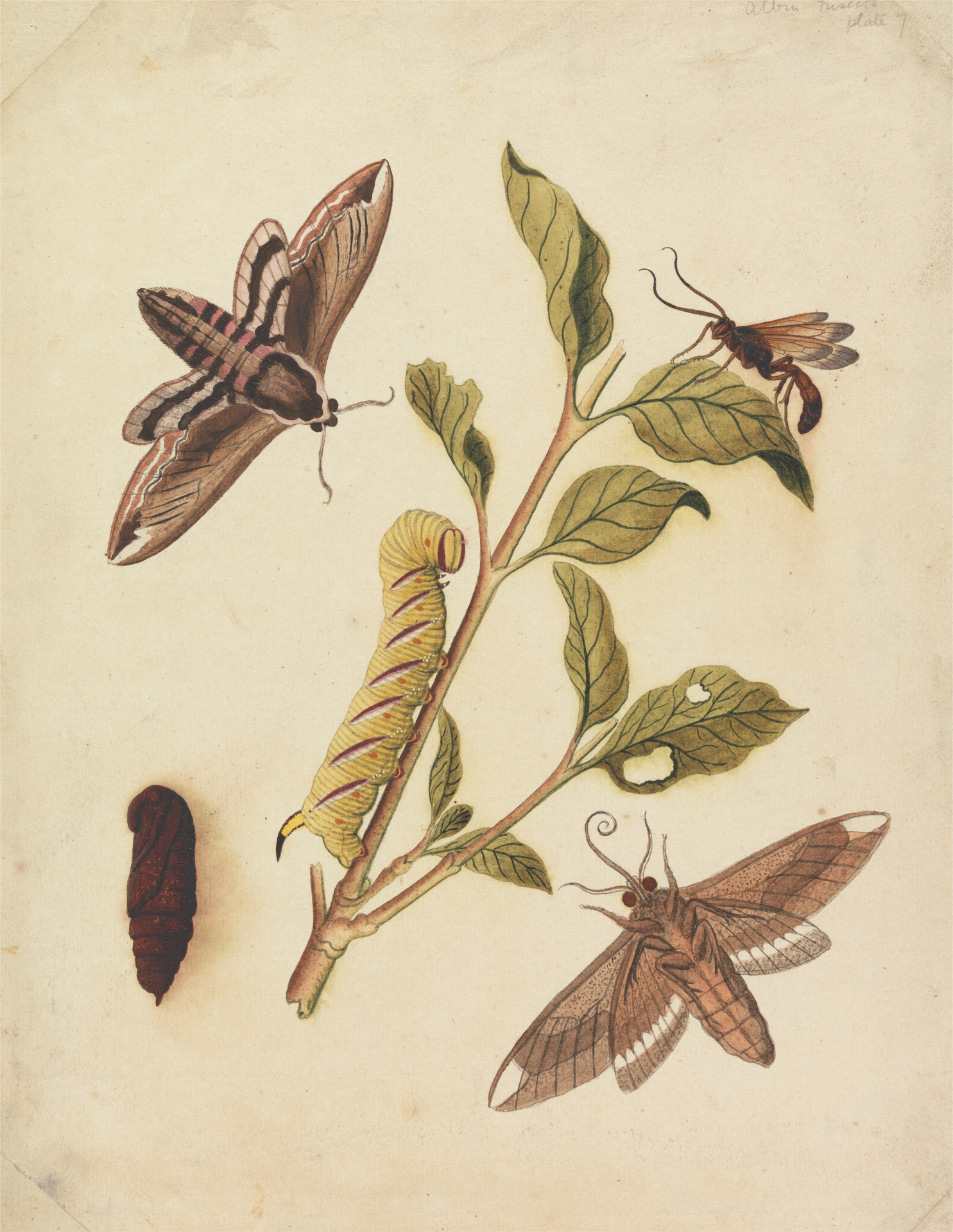
Privet Hawk Moths and Callajoppa Exaltatoria per Eleazar Albin, 1720

Eleazar Albin (fl. 1690 – c. 1742) va ser un naturalista anglès i il·lustrador d'aquarel·la, va escriure i il·lustrar una sèrie de llibres entre els quals A Natural History of English Insects (1720), A Natural History of Birds (1731–38), i The Natural History of Spiders and other Curious Insects (1736). Ha estat descrit com un dels "grans il·lustradors de llibres sobre insectes del segle XVIII".

## Biografia
Res se sap de la joventut d'Albin, tot i que podia haver nascut a Alemanya; va afirmar haver estat a Jamaica el 1701. El 1708 es coneix que es va casar i va viure a Piccadilly, Londres. Segons escrits autobiogràfics en A Natural History of English Insects, Albin va ensenyar pintura a l'aquarel·la abans de rebre coneixements en història natural per l'empresari tèxtil de seda i també naturalista Josep Dandridge.
Els gravats de l'obra Natural History of Birds van ser colorejats per Albin i la seva filla Elizabeth Albin. En aquest llibre Albin escriu "Pel que fa a les pintures,que m'ho han donat tot a la vida, amb tota l'exactitud que podien les meves mans o la de les meves filles, a les quals he ensenyat a dibuixar i pintar després de tot".
En la seva obra sobre ocells, descriu un corb sobre fusta (ibis ermità) des d'un exemplar dissecat,i que seria probablement la darrera descripció feta d'aquest ocell, mentre que l'espècie encara existia a Europa.

## Obra
- W. Derham & E. Albin. A natural history of English insects. Illustrated with a hundred copper plates, curiously engraven from the life: and (for those who desire it) exactly coloured by the author (London, William Innys, 1729).
- W. Derham & E. Albin. A natural history of the birds (3 vols. London, 1731-1738).

- vol. 1 Arxivat 2012-12-09 at Archive.is
- vol. 3

- E. Albin. A natural history of spiders, and other curious insects (London, Tilly, 1736).
- E. Albin. A Natural History of English Songbirds (1737). With coloured plates.
- R. North & E. Albin. The History of Esculent Fish" (1794).